# Álmos van Hongarije

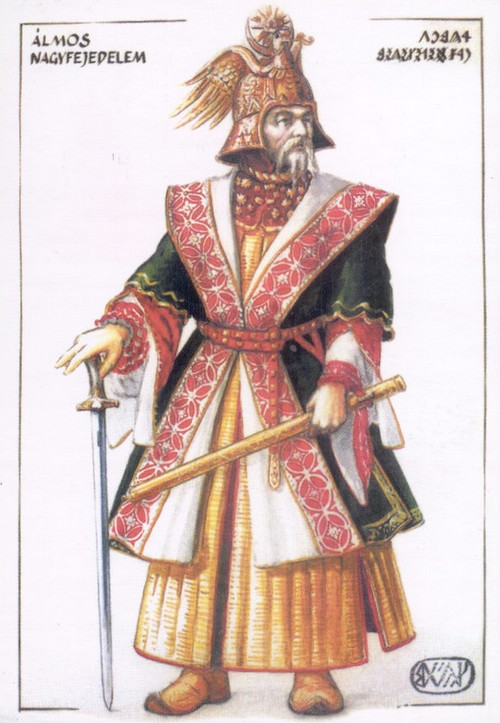
Álmos van Hongarije

Álmos van Hongarije (ca. 1068 - Constantinopel, 1 september 1127) was een zoon van Géza I van Hongarije en vermoedelijk zijn tweede echtgenote, een dochter van de Byzantijnse generaal Theodoulos Synadenos. Maar het kan niet worden uitgesloten dat Álmos een kind was uit Géza's eerste huwelijk met Sophia van Loon.
In 1084 werd Álmos door zijn oom koning Ladislaus I van Hongarije, benoemd tot hertog van Slavonië. In 1091 begon Ladislaus een veldtocht in Kroatië en maakte hij Álmos tot koning van Slavonië en hertog van Kroatië. Toen de veldtocht op een mislukking uitliep annexeerde Ladislaus Slavonië. Ladislaus benoemde Álmos tot zijn opvolger en beval Álmos' (half)broer Koloman om bisschop te worden. Koloman wilde dit niet en vluchtte naar Polen.
Ladislaus overleed in 1095. Koloman en Álmos verzoenden zich en Koloman werd koning. Álmos kreeg het hertogdom van Nitra voor zijn persoonlijke inkomen. De spanningen tussen de paus en keizer Hendrik IV in Duitsland hadden ook hun effect op Hongarije: de paus steunde Koloman en de keizer (en de hertogen van Bohemen en Polen) steunde Álmos. Álmos trouwde in 1104 met Predslava, de dochter van Svjatopolk II van Kiev. Na een bezoek aan het Heilige Land kwam Álmos tot de ontdekking dat zijn bezittingen waren opgenomen in de koninklijke goederen. Na een oorlog sloten Álmos en Koloman opnieuw vrede in 1108. Koloman kwam het verdrag niet na maar liet Álmos gevangen zetten. In 1113 liet hij Álmos en zijn zoon Béla blind maken. Álmos en Béla werden opgesloten in het klooster van Dömös maar de monniken konden voorkomen dat ze werden geëxecuteerd. Álmos nam in 1126 deel aan een samenzwering tegen Stefanus II van Hongarije en hij moest vluchtten naar Constantinopel, naar zijn nicht die met keizer Johannes II Komnenos was getrouwd. Álmos stierf in 1129 en werd in Constantinopel begraven. In 1137 werd zijn lichaam overgebracht naar Székesfehérvár
Álmos en Predslava kregen de volgende kinderen:
- Adelheid (1105-1140), gehuwd met Soběslav I van Bohemen,
- Béla II
- Hedwig, 1132 gehuwd met Adalbert (-1138), oudste zoon van Leopold III van Oostenrijk.
- Maria (ovl. na 1190), gehuwd met Koenraad II van Moravië